# Institut d'Investigació Biomèdica de Girona Dr. Josep Trueta
L'Institut d'Investigació Biomèdica de Girona Dr. Josep Trueta (IDIBGI) és un centre de recerca que forma part del sistema CERCA (Centres de Recerca de Catalunya) de la Generalitat de Catalunya, que té com a missió promoure la recerca translacional d'excel·lència per preservar i millorar la salut i la cura de les persones.
L’IDIBGI està estructurat en 22 grups de recerca i personal investigador de l’àmbit de la salut i recerca biomèdica, amb activitat investigadora en sis àrees de la salut: cardiovascular i respiratòria, oncohematologia, metabolisme i inflamació, neurociències, salut mental i imatge mèdica.
Els grups estan integrats per personal investigador propi, i per investigadors que alhora són professionals de l'Hospital Universitari Dr. Josep Trueta de Girona - Institut Català de la Salut, l'Hospital Santa Caterina (Institut d'Assistència Sanitària), l'Institut Català d’Oncologia (ICO) de Girona, i de l’Institut de Diagnòstic per la Imatge (IDI). També formen part d’alguns grups IDIBGI, professionals de l’Escola Universitària de la Salut i Esports (EUSES) i el Banc de Sang i Teixits (BST).
L'IDIBGI es va crear el juliol de 2004 fruit de la fusió de dues institucions preexistents, la Fundació Privada Dr. Josep Trueta i l'Agència d'Investigació.
El patronat de l'IDIBGI està integrat per la Generalitat de Catalunya, l'Institut Català de la Salut, l'Institut Català d'Oncologia, l'Institut d'Assistència Sanitària i la Universitat de Girona.
Les instal·lacions de l'IDIBGI al Parc Hospitalari Martí i Julià de Salt acullen part dels laboratoris i personal investigador que, juntament amb la resta d'investigadors/es de les institucions associades, formen equips multidisciplinars amb diferent expertesa, enfocats a trobar sinergies i solucions als reptes de salut del nostre entorn, mitjançant la recerca translacional.
El febrer de 2024 va signar un conveni de col·laboració amb l'Hospital d'Olot i Comarcal de la Garrotxa per promoure la recerca i la innovació entre els professionals dels dos centres.